# Liste der Monuments historiques in Villexavier
Die Liste der Monuments historiques in Villexavier führt die Monuments historiques in der französischen Gemeinde Villexavier auf.

## Liste der Bauwerke
| Bezeichnung          | Beschreibung                                            | Standort | Kennzeichnung | Schutzstatus | Datum | Bild           |
| -------------------- | ------------------------------------------------------- | -------- | ------------- | ------------ | ----- | -------------- |
| Château de la Faye   | Schloss, erbaut im dritten Viertel des 17. Jahrhunderts | (Lage)   | PA17000084    | Inscrit      | 2010  | weitere Bilder |
| Kirche St-Christophe | Erbaut im 12. und 13. Jahrhundert                       | (Lage)   | PA17000065    | Inscrit      | 2003  | weitere Bilder |

## Liste der Objekte
| Bezeichnung                          | Beschreibung                                        | Standort                                 | Kennzeichnung | Schutzstatus | Datum | Bild |
| ------------------------------------ | --------------------------------------------------- | ---------------------------------------- | ------------- | ------------ | ----- | ---- |
| Tabernakel                           | Holz, farbig gefasst und vergoldet, 17. Jahrhundert | in der Kirche St-Christophe (Lage)       | PM17000560    | Classé       | 1971  |      |
| Glocke                               | Bronze, 1525 gegossen                               | in der Kirche St-Christophe (Lage)       | PM17000557    | Classé       | 1908  |      |
| Kelch                                | Silber, um 1809                                     | in der Kirche St-Christophe (Lage)       | PM17001682    | Inscrit      | 1989  |      |
| Inschrift                            | datiert                                             | außen an der Kirche St-Christophe (Lage) |               | Classé       | 1908  |      |
| Skulpturengruppe Heilige Emerentiana | Holz, 18. Jahrhundert (vor 1757)                    | in der Kirche St-Christophe (Lage)       | PM17000559    | Classé       | 1908  |      |
| Patene                               | Silber, 18. Jahrhundert                             | in der Kirche St-Christophe (Lage)       | PM17001681    | Inscrit      | 1989  |      |